# Ману Жинобілі
Емануель Давид Жинобілі (ісп. Emanuel David Ginóbili, *28 липня 1977, Аргентина) — аргентинський баскетболіст, атакувальний захисник, олімпійський чемпіон (2004), чотирьохразовий чемпіон НБА у складі «Сан-Антоніо Сперс» (2003, 2005, 2007, 2014).

## Життєпис
24 вересня 2021 року «Сан-Антоніо Сперс» оголосили, що призначили Жинобілі спеціальним радником з баскетбольних операцій.